# کونیهیکو یوکویاما
کونیهیکو یوکویاما (انگلیسی: Kunihiko Yokoyama؛ زادهٔ ۱۷ مارس ۱۹۴۷) بازیکن بسکتبال اهل ژاپن بود.